# José Bonifacio Redruello
José Bonifacio Redruello fue un sacerdote que ejerció su ministerio en la provincia argentina de Entre Ríos y en la Banda Oriental. Tuvo una importante participación en los sucesos políticos tras la Revolución de Mayo, en el partido realista primero y como seguidor de Gervasio Artigas después.

## Biografía
José Bonifacio Redruello nació en la ciudad de Santa Fe el 14 de mayo de 1770. Su familia residía en la ciudad desde alrededor de 1727. Su padre era Juan José Redruello y su madre María Josefa Marcos de Mendoza.
Siendo muy joven fue enviado a la Universidad de Córdoba donde cursó teología y filosofía desde 1787. Los testimonios del Rector y Cancelario coinciden en su aplicación al estudio y al recibirse en 1795 obtuvo la mención de que "Ha cursado con honor y aprobación de todos sus maestros las aulas universitarias, obteniendo los títulos de Maestro de Arte y de doctor en teología, con unánime aprobación de todos los reverendos padres catedráticos".

### Espinillo
Redruello se ordenó sacerdote a fines de 1797 y entre 1798 y octubre de 1801 se desempeñó como cura párroco de la parroquia de Espinillo, en la Banda Oriental, población que trasladó al río San Salvador trasladando la imagen de la Virgen de los Dolores un 22 de septiembre de 1801 a la actual villa de Dolores. 
Mientras esperaba la autorización de Buenos Aires para efectuar el traslado de la población, inició la construcción de una capilla en la margen izquierda del río San Salvador, a unos 27 km de su desembocadura, en un rancho propiedad de la vecina Francisca Lara, donde entronizó la imagen de la Virgen de "Nuestra Señora de los Dolores".

### Concepción del Uruguay
Fue cura luego de Arroyo de la China, hoy Concepción del Uruguay, en la Provincia de Entre Ríos, nombrado por el virrey Joaquín del Pino y Rozas el 12 de enero de 1802.
Allí asumió en mayo de 1802 como cura propietario (titular) de la parroquia de la Purísima Concepción del Uruguay recibiendo la parroquia de manos de Juan Pedro Videla, enviado en febrero como su apoderado. Reemplazaba al padre José Basilio López, quien había sido nombrado el año anterior como Protector de Indios por el Virrey Avilés. En las Memorias y noticias para servir á la historia antigua de la República Argentina figura en la lista de curas párrocos como "Dr. José Bonifacio Redruello, cura colado". De todos sus curas el único con título canónico fue Redruello. 
El remate de los diezmos de su parroquia rondaba los 1500 pesos anuales.

#### El conflicto por los límites
En mayo de 1804 recibió la visita del obispo Benito Lué y Riega, de carácter pastoral y organizativa. Cuando en esa ocasión el obispo dispuso la fundación del Oratorio de Villaguay, el cura Redruello pretendía que su jurisdicción llegaba hasta las capillas de Mandisoví y San Antonio por el norte y a la de Alcaraz por el oeste, sobre la costa del Río Paraná, los límites indicados en el oficio de Monseñor Malvar del 19 de julio de 1780. En 1805 inició un reclamo formal y exigió a fray Carlos Molina que atendía esas capillas la entrega de las llaves, tras lo cual, el año 1806 inició un expediente.
Este tuvo una primera resolución favorable del virrey, quien dispuso un trabajo de deslinde del territorio, pero cuando monseñor Lue tuvo en sus manos el resultado del estudio, informó el 28 de enero de 1808 al virrey Santiago de Liniers que no reconocía la extensión "desmedida" que pretendía Redruello y que su curato debía tener 45 leguas.
En 1805 recibió una nueva visita del obispo Benito Lue y Riega destinada a zanjar el pleito. 

#### Labor pastoral y social
Redruello tuvo una activa participación en la vida de su comunidad. En 1804 creó el nuevo cementerio del pueblo.
En 1805 se produjo un incidente entre el comandante general de Entre Ríos Josef de Urquiza, padre de Justo José de Urquiza, y Redruello, por la exigencia de aquel de contar con un sitio de privilegio durante las ceremonias religiosas, a lo que el cura con el apoyo del alcalde Tomás Antonio Lavín no accedió. Eso originó un distanciamiento de ambos con Urquiza, lo que se reflejó en 1806 en la organización de las milicias que debían partir en apoyo de Montevideo durante las Invasiones Inglesas, cuando Urquiza hizo responsable a Lavín de las numerosas deserciones y la demora en el cruce del río Uruguay, motivadas en realidad por la falta de pago de las tropas y la fuerte creciente del río.
En 1806 abrió una escuela de primeras letras en la sacristía de la parroquia y aportó 100 pesos para pagar el salario de 300 del maestro. Cuando el cargo de maestro quedó vacante, el mismo Redruello se hizo cargo de la tarea sin salario alguno.
En 1806 llevó a cabo una campaña de vacunación antivariólica en las poblaciones de la costa del Río Uruguay. Fue su colaborador como teniente cura Julián Navarro, futuro cura de la capilla del Rosario y eminente patriota. El caudillo Francisco Ramírez, nacido en la villa, recibió sus primeras enseñanzas de Redruello.
Así, en esos pocos años, Redruello se convirtió en vecino principal de la villa, a la que lo unieron incluso vínculos familiares cuando su hermana Ramona Redruello casó con José Tomás de Cacho, vecino principal de Concepción.
Otra de sus hermanas, Francisca Solana Redruello también se afincó en la villa.

### Revolución
Tras la Revolución del 25 de mayo de 1810, las poblaciones entrerrianas (las principales Gualeguay, Gualeguaychú y Concepción del Uruguay) adhirieron a la emancipación a pesar de que los cabildos, constituidos por los "notables" locales estaban dominados por españoles. El 27 de mayo se envió una circular a los cabildos del interior pidiendo la adhesión a la Junta y el envío de un diputado. Un delegado de la Primera Junta llegó a La Bajada del Paraná el 5 de junio de 1810, el 8 de junio el cabildo abierto de Concepción del Uruguay reconoció a la junta porteña, el 22 de junio lo hizo el de Gualeguaychú y finalmente el de Gualeguay. 
El 30 de julio un cabildo abierto en Concepción del Uruguay, al que concurrieron 44 vecinos, presididos por los 7 miembros del Cabildo ordinario, eligió al párroco José Bonifacio Redruello como diputado ante la Junta Grande.
El alcalde de primer voto era el doctor José Miguel Díaz Vélez, el de segundo voto y juez de menores Domingo Morales, el regidor decano Agustín Urdinarrain, el regidor segundo y alguacil mayor José Aguirre, el regidor tercero, fiel ejecutor y juez de policía Ramón Martiranía, el regidor cuarto y defensor de pobres y menores Lorenzo Macazaya y el síndico procurador general Sebastián López. Entre los vecinos principales se contaban Josef Urquiza, los presbíteros Sánchez, de los Santos y el mismo Redruello, el síndico eclesiástico Ignacio Sagastume, los vecinos Juan Posse de Leys, Lorenzo López, Francisco Doblas, etc.
Ante el avance del apoyo a la Junta, el gobernador de Montevideo Gaspar de Vigodet contactó a los dirigentes y vecinos principales de estas villas, entre ellos Josef de Urquiza y Redruello, advirtiendo sobre la conformación del Consejo de Regencia de Cádiz y la ilegalidad en que a su juicio eso dejaba a la Junta porteña. La medida de la Junta de Buenos Aires subordinando todos los partidos entrerrianos al Teniente de Gobernador de Santa Fe produjo también una reacción negativa entre la población. 
Estos hechos, así como la percepción que se fue formando de la revolución a través de las nuevas circulares de la Junta, hicieron que Redruello renunciara a su mandato y decidiera emigrar a Montevideo. No fueron tampoco ajenas a la decisión las noticias de la ejecuciones de los líderes de la Contrarrevolución de Córdoba, entre ellos Santiago de Liniers. 
También Urquiza, ante la presión de Montevideo, decidió renunciar y el general Manuel Belgrano nombró en su reemplazo al alcalde José Miguel Díaz Vélez y ante la proximidad de las fuerzas realistas y el movimiento de vecinos favorables a la Regencia le dio instrucciones de adoptar los recaudos necesarios para frenar la contrarrevolución.
Mientras, Gaspar de Vigodet ordenó el 16 de octubre de 1810 a Juan Ángel Michelena invadir Entre Ríos. Michelena se dirigió con su escuadra a Paysandú mientras una división de 200 hombres marchaban por tierra. Simultáneamente con el regreso de Díaz Vélez a Concepción, Michelena iniciaba las primeras acciones en la ribera opuesta del Uruguay para obtener botes. En la madrugada del 6 de noviembre de 1810 Michelena inició el paso del río sin oposición y en la mañana avanzó con sus fuerzas y tres cañones sobre la villa. Las escasas fuerzas patriotas al mando de Díaz Vélez, incluyendo un grupo de milicianos al mando de Joaquín Vilches y de caballería al mando de Diego Balcarce, se retiraron por lo que para el 25 de noviembre de 1810 las tres villas orientales fueron tomadas por los realistas y se realizaron juramentos de fidelidad al Consejo de Regencia de Cádiz.
El alcalde Dr. José Miguel Díaz Vélez junto a otros patriotas debió huir a Paraná, los integrantes del cabildo fueron destituidos y se nombró un cabildo realista encabezado por el síndico Ignacio Sagastume. La población realista apoyó decididamente a Michelena. En carta de Belgrano del 20 de noviembre a la Junta comenta que "todos los europeos residentes allí y también algún criollo del partido de Urquiza, también han seguido las huellas." Redruello fue uno de los más firmes en ese apoyo. Refieren los prófugos que incluso dio un banquete a Michelena quien le correspondió con otro donde concurrieron sus parientes.
El 6 de marzo de 1811 las fuerzas de Michelena por orden de Vigodet abandonaron Concepción. Al día siguiente los patriotas al mando de Bartolomé Zapata recuperaron la ciudad. Los principales realistas, entre ellos Redruello y Sagastume, siguieron a Michelena bordo del buque Nuestra Señora de la Concepción rumbo a Montevideo, donde llegaron el 20 de marzo. Redruello fue reemplazado como párroco por José Basilio López.
En Montevideo ejerció el ministerio en la Iglesia Matriz. No obstante algunas fuentes indican que Redruello fue elegido por Artigas el 5 de marzo de 1812 como cura párroco de Canelones.
Estando en Montevideo, en abril de 1814 y tras la caída de esa plaza, se dirigió a la campaña y tras diversas incidencias llegó al campamento volante de José Gervasio Artigas y Fernando Otorgués en Casupá, departamento de Florida.

### Misión Redruello-Caravaca
En 1814 a resultas del sitio de Montevideo Vigodet se vio obligado a capitular. El 23 de junio de 1814 Carlos María de Alvear entró en Montevideo. La lucha por la posesión de la ciudad entre las fuerzas del Directorio y las artiguistas fue el factor final de ruptura y el desencadenante de la guerra civil.
Durante la guerra con el Directorio se buscó la posible ayuda portuguesa, ya fuera en municiones, ya a través del libre paso por la frontera y la concesión del derecho de asilo para sus fuerzas en caso de derrota. La maniobra ante una probable victoria directorial era, dadas las circunstancias, una razonable aunque arriesgada y discutible maniobra defensiva. Sus enviados invocarían el supuesto cambio de posición de Artigas y Otorgués y como prueba aducirían fundamentalmente las facilidades dadas por Otorgués al capitán Jacinto de Romarate tras su derrota a manos de Guillermo Brown en el combate de Martín García.
En Montevideo, Alvear detuvo a fray Martin Joaquín de Oliden, pero este puede escapar y solicitar la protección del general Artigas. Oliden se presentó luego ante el general portugués Manuel Marques de Sousa. Este escribió desde Río Grande el 27 de septiembre de 1814 a Diego de Souza que "se presentó Fray Martin Joaquín de Oliden, prisionero que encontró la protección del Jefe de los Orientales- quien le anunció que Artigas iba a enviar a José Bonifacio Redruello y a José de Caravaca a negociar con él". 
En efecto, cuando Otorgués aún antes del desastre a manos del coronel Manuel Dorrego en la batalla de Marmarajá encargó a Lucas José Obes llegar a un acuerdo con Alvear, ya había enviado al Brasil dos diputados con el encargo de llegar a un acuerdo contra aquel. El 13 de septiembre Otorgués comunicó al Gobernador General de Río Grande del Sur que se presentarían con plenos poderes dos diputados, el Dr. José Bonifacio Redruello y José María Caravaca, oficial español rendido en Montevideo.
En sus instrucciones se les prevenía solicitar socorros "para la conservación de esta provincia, como parte que es de la monarquía española, con tropas portuguesas, armas y municiones".
El 10 de octubre de ese año, Manuel Marqués de Souza informó al marqués de Alegrete, que José María Caravaca y José Bonifacio Redruello decidieron embarcarse para Porto Alegre y que con ellos iba Oliden. Redruello habría llegado a Río Grande quizá con buen viaje por mar, sin que "el mareo le haya incomodado como acostumbra". 
Los embajadores llegaron a mediados de noviembre de 1814 a Río de Janeiro.
El 28 de noviembre elevaron un oficio al encargado de negocios de España en Río de Janeiro, Andrés Villalba, expresando los objetivos de la misión. El 6 de diciembre enviaron un oficio al Ministro de Gobierno y Relaciones Exteriores de Portugal y el 12 de diciembre otro a la princesa Carlota de Borbón.
Redruello aprovechó su misión para vigilar los movimientos de Manuel Belgrano y Bernardino Rivadavia, quienes arribaron a Río de paso a una misión en Europa.
El embajador español Andrés Villalba nunca confió en la misión artiguista pues, como dijo en uno de sus informes, aunque hombre de probidad, y siendo quien "llevaba la voz", Redruello era incapaz de comprender los fines de Artigas, por su poca experiencia y su excesiva presunción. En nota al Duque de San Carlos comunica que los comisionados han sido muy obsequiados por las autoridades portuguesas y que le habían entregado un oficio de Otorgues. Expresa que no tiene motivos para sospechar de Redruello pero temía que Artigas se valiera de su buena fe para engañar a las autoridades españolas: (Artigas)"acaso se vale de la honradez y buena fe de dicho Redruello para engañar nuevamente".
Villalba opinaba también que la posibilidad de que el gobierno portugués auxiliara a Artigas contrariaria los intereses últimos de España.
Villalba estaba también al tanto de la misión paralela encargada por Artigas ante los portugueses a Miguel Barreiro, desde los últimos meses de 1814 en Porto Alegre.
Las razones para apoyar a los orientales eran evidentes: mientras no llegara la expedición, ayudando a Artigas se apoyaría a Joaquín de la Pezuela en el frente del Perú obligando a Buenos Aires a distraer recursos en el litoral. Por otra parte, cuando finalmente llegara la expedición, esta necesitaría el apoyo logístico (alimentos y caballada) que Artigas mejor que nadie podría suministrarles.
Sin embargo, la llegada desde Buenos Aires de los diputados Belgrano y Rivadavia (poco después que Redruello y Caravaca) de paso por Río de Janeiro para España e Inglaterra que consideraba podía desembocar en una política de armisticio, y la desconfianza respecto de los objetivos últimos de Artigas, movió a Villalba en otro sentido. Sin negarse a las gestiones de los comisionados orientales, trató de restringir toda ayuda efectiva lo más posible. En oficio a su canciller, el Duque de San Carlos, manifestó que "No conviene escamarlos y antes bien hacerles creer que uno se convence de la buena fe de quien los envía y obsequiarlos en lo que se pueda, como ya lo hice ayer invitándolos a comer" (Río 27 de noviembre de 1814).
El 29, en un nuevo comunicado, le comunicaba su plan "conociendo pues cuantas ventajas podrán resultar a su Majestad del pequeño auxilio que ahora les proporcione, dándoles esperanzas para algunos más luego que las circunstancias lo permitan. Con este pequeño auxilio se contribuirá a que este caudillo no sucumba a los de Buenos Aires, con quienes conviene esté en guerra abierta y acaso podré atraérmelo escribiéndole." Ese pequeño auxilio consistía de "doscientos fusiles, alguna pólvora, piedras de chispa, tabaco, etc.".
El duque de San Carlos aprobó las medidas de Villalba y le dio plenos poderes para que "continúes la misma marcha dándole esperanzas"
La intervención de Carlota Joaquina probablemente no fue prevista por Otorgués y se debió a un exceso de celo o vanidad de Redruello. Si bien Carlota desconfiaba también, sus asesores (Felipe Contucci, Juan Jacinto Vargas, Francisco Varela, F.Toledo, Julián de Miguel, a quien se iba a nombrar Comandante de la Campaña de la Banda Oriental) le aconsejaron dar apoyo a la gestión, en conflicto con Villalba quien entendía que la princesa menoscababa su autoridad y daba aliento a políticas ajenas a los intereses del rey. 
La infanta, autorizada epistolarmente por su hermano Fernando VII de España, dio órdenes de cumplimentar el pedido de armas de los orientales, incluyendo más de dos mil fusiles, y de formar un ejército de españoles compuesto de mil hombres que apoyara las acciones de Artigas.
La intervención de Carlota dejó tanto a Villaba como a Caravaca prácticamente fuera de la negociación. Carlota supo aprovecharse de las ambiciones eclesiásticas de Redruello, quien asumió para sí solo la misión y se plegó a las órdenes de la princesa.
Mientras, y a su solicitud, Villalba tomó conocimiento por nota del 8 de febrero de 1815 que "Su Majestad le autoriza para que confirme a Artigas y su segundo en los grados militares que tenían y usen las insignias correspondientes y a mayor abundamiento para quitarles todo recelo se le incluyan los reales despachos del Ministerio de Guerra, para que le lo remita siempre que sus pasos sean de buena fe y acrediten con obras lo que han ofrecido en crédito de su fidelidad y amor al soberano". Le daba libertad también de repartir "entre los más celosos en el Real Servicio doce cruces supernumerarias de Carlos III".
Villalba recibió los despachos de coronel de caballería de línea para Artigas y Otorgués pero previsoramente no los entregó.
Redruello creyó alcanzar el éxito en su misión. En carta de fray Martín Joaquín de Oliden enviada desde Porto Alegre a José Bonifacio Redruello, datada en febrero de 1815, le manifiesta haber recibido su carta anterior comunicándole se han conseguido socorros para Artigas, aunque le agrega que aún no se hizo efectiva. Le manifiesta también que cree que Artigas, según palabras de Barreiro, en breve enviará felicitaciones a Fernando VII por su regreso al trono.
Pero tras la victoria de Guayabos, como expresaría Caravaca en carta a Redruello, el abandono de Montevideo el 24 de febrero de 1815 por las fuerzas porteñas y la ocupación hecha efectiva el 26 por las tropas orientales al mando de José Llupes, tornaban imposible que la misión llegara a buen puerto.
En mayo de 1815 Redruello partió de regreso a Montevideo con el título de vicario general del obispado de Buenos Aires para la Banda Oriental, que otorgado por la infanta Carlota carecía de toda validez.
Otorgues desde su cargo de Gobernador de Montevideo, siguió comunicándose con Villalba haciéndole concebir esperanzas del entendimiento, como haría en carta del 31 de marzo de 1815. Pero Villalba escribió en respuesta que "Los últimos papeles firmados por Ud.en Montevideo después de que tomó posesión de aquella plaza, que todos respiran libertad e independencia, el haberse ya enarbolado una bandera tricolor y el habérseme dicho que la española con las armas del rey se había puesto por alfombra en alguna parte y otros pasos que se dieron que están en completa oposición al reconocimiento del Rey" (Rio, 4 de mayo de 1815). No obstante mantuvo las apariencias y manifestó su alegría al conocer los "verdaderos sentimientos" de Otorgues y señaló lo que esperaba del caudillo cuando llegara la expedición. 
En su carta, Villalba dijo también reconocer el "poco tino y poca política y menos reserva con que me dice desempeñaron su comisión sus diputados y en particular el eclesiástico don Bonifacio Redruello, que reasumió en sí solo últimamente todos los poderes".
Villalba, en oficio a su gobierno informa del fracaso de la misión y deja constancia que "la repugnancia que siempre mostre a SAR la Princesa a que se enviasen los dos mil fusiles y la pólvora fue muy oportuna". Sin embargo, los partidarios de la Infanta hicieron justamente una lectura opuesta: "Los enemigos de esta legación dicen muy descaradamente que ella tiene la culpa de la conducta que ahora sigue Artigas por no haberle enviado yo desde aquí fusiles y cuanto pedía" (Rio 18 de abril)

### Los años posteriores
Tras la Guerra del Brasil se declaró la independencia de la República de Uruguay. 
El 1° de enero de 1829 ante el presidente Dr. Joaquín Suárez, bendijo la primera bandera uruguaya.
Orestes Araújo, en su Historia compendiada de la civilización uruguaya relata que "se cantó un Te deum en acción de gracias por la independencia y una vez concluida fue colocada la bandera oriental, bendiciéndola el presbítero José Bonifacio Redruello. Finalizada la ceremonia religiosa el mismo sacerdote tomando la bandera la colocó en manos del alcalde de primer voto."
En 1829 se lo eligió representante ante la Asamblea General Constituyente por el Departamento de Colonia, honor que declinó por ser argentino y tener que partir a Santa Fe para hacerse cargo de la sucesión de sus padres.
En el Diario de sesiones de la Asamblea General Constituyente y Legislativa de Uruguay, consta la afirmación de Redruello de "que no quiere exponerse á perder el derecho de Ciudadanía de la República Argentina".
Ocupó la presidencia del Colegio Electoral del Departamento de Montevideo hasta el 18 de mayo de 1830.
En 1829 el pueblo de Concepción, ante la vacante producida en su curato, pericionó la designación de Redruello. La resolución del gobierno de restablecerlo en el cargo fue favorable y a su oficio del 26 de junio de 1829, Redruello contestó el 23 de julio que "Nada me es más satisfactorio que regresar a mi Curato con una seguridad inalterable para lo sucesivo."
Pese a los sucesos durante los primeros años de la revolución, numerosos vecinos de la villa ponderaban a Redruello, especialmente "su amable genio, su trato suave y franca liberalidad, y su dedicación sacerdotal." Incluso Tránsito Insiarte de Díaz Vélez, esposa del alcalde patriota, siempre conservó cariño por Redruello, conservándose cartas que lo demuestran.
Sin embargo nunca se hizo efectivo su regreso al puesto. En las listas de párrocos de Concepción figuran en enero de 1829 José Joaquín Palacios (en comisión), en diciembre de 1829 Manuel Salinas de Lima y en marzo de 1830 Agustín de los Santos.
El Dr. Redruello volvió en cambio a la Iglesia Matriz de Montevideo, en donde se mantuvo alejado de la política. 
Murió en Montevideo el 26 de marzo de 1836 y sus restos fueron sepultados en el cementerio de la Iglesia Matriz de esa ciudad.